# Silvia Marijnissen
Silvia Marijnissen (Made, 5 maart 1970) is een Nederlands vertaalster van Chinese literatuur, sinds 2003 woonachtig in Frankrijk.

## Biografie
Na haar studies Chinees en algemene literatuurwetenschap (Universiteit Leiden, 1988-1995) was Marijnissen enkele jaren verbonden aan de vakgroep sinologie van de Universiteit Leiden, waar zij in 2008 promoveerde op een proefschrift over de hedendaagse poëzie van Taiwan. Zij was medeoprichter en redacteur van Het Trage Vuur, tijdschrift voor Chinese literatuur (1996-2009). Sinds 2006 is zij recensent Chinese literatuur voor NRC Handelsblad.
Marijnissens vertalingen uit het Chinees bestrijken een breed spectrum, van klassieke poëzie (Du Fu, Li Bai, Wang Wei e.a.) en klassiek proza (Droom van de rode kamer, met Mark Leenhouts en Anne Sytske Keijser (2021) tot hedendaagse Taiwanese poëzie (met name Shang Ch'in, Chen Li en Hsia Yu) en hedendaags proza (van o.a. Nobelprijswinnaar Mo Yan).

### Belangrijkste vertalingen
- Droom van de rode kamer, met Mark Leenhouts en Anne Sytske Keijser (2021). Bekroond met de Filter-vertaalprijs 2022
- Eileen Chang, De liefde van een half leven, 2018
- Mo Yan, De sandelhoutstraf, 2015
- Mo Yan, Kikkers (roman), 2012
- Berg en water - klassieke Chinese landschapsgedichten (poëzie), 2012
- Hsia Yu, Als kattenogen (poëzie), 2012
- Shang Ch'in, Ontsnappende hemel (poëzie), 2012
- Wang Wei & Pei Di, Bij de rivier de Wang (poëzie), 2010
- Duoduo, Het oog van de stilte (poëzie), 2001 (met Jan De Meyer)
- Chen Li, De rand van het eiland (poëzie), 1998
- Als ik met vuur denk - moderne Taiwanese poëzie, 1997

### Wetenschap
- From Transparency to Artificiality: Modern Chinese Poetry from Taiwan after 1949, proefschrift, Leiden 2008
- "Made Things: Serial Form in Modern Poetry from Taiwan", 2001
- "Digesting Tradition: The Poetry of Luo Qing", 2001